# John Moffat
John Moffat (Copenhague) é um professor emérito de física na Universidade de Toronto. Também é professor adjunto de física na Universidade de Waterloo e membro afiliado residente do Perimeter Institute for Theoretical Physics. É mais conhecido por seu trabalho na aplicação de teorias de velocidade da luz variável na solução de problemas cosmológicos.